# Mikołaj Hlebowicz (zm. 1514)
Mikołaj Hlebowicz herbu Leliwa (zm. 1514) – starosta drohicki i słonimski. Był synem Jerzego, wojewody smoleńskiego, i nieznanej z imienia matki. 
W chwili wybuchu wojny litewsko-moskiewskiej w r. 1500 Hlebowicz walczył pod dowództwem Konstantego Ostrogskiego i należał do tzw. hufca przedniego, który wraz z oddziałem namiestnika smoleńskiego, Stanisława Piotrowicza Kiszki, stawił czoła przeważającej głównej armii Iwana III, ciągnącej pod Smoleńsk. Po przegranej bitwie nad rzeką Wiedroszą, Hlebowicz wraz z Ostrogskim i innymi dostojnikami litewskimi, dostał się do niewoli, w której przebywał najprawdopodobniej do 1511 r. Opuścił ją jako jeden z ostatnich, pomimo częstych legacji, jakie sprawował do wielkiego księcia moskiewskiego Wasyla III, jego stryj Stanisław, wojewoda połocki. Prawdopodobnie na tak długą niewolę wpłynął negatywny stosunek Wasyla Iwanowicza do ojca Mikołaja, Jerzego Hlebowicza wojewody smoleńskiego, znanego dowódcy na rubieżach litewsko-moskiewskich. Po powrocie na Litwę, Hlebowicz został mianowany starostą drohickim i słonimskim oraz marszałkiem ziemskim. W 1513 r. Hlebowicz wraz z ojcem, brał udział w odpieraniu oblężenia Smoleńska. Podobno w tym okresie, wyprzedał lwią część rodzinnego majątku i zaciągnął ogromne długi na cele zbrojeniowe. Świadczy o tym fakt, że jeszcze po jego śmierci kupcy aż z Warszawy upominali się o swe należności. Hlebowicz zmarł w 1514 r. z powodu odniesionych ran, prawdopodobnie podczas oblężenia Smoleńska.